# Dubinski kvark
Dubinski kvark (engl. bottom quark) ili b kvark, takođe poznat kao kvark lepote (engl. beauty quark), je kvark treće generacije sa naelektrisanjem od −1/3 . Drugi je po redu po masivnosti među 6 kvarkova. Masa mu je 4200 MeV/c2. Za više od 4 puta je teži od protona. On pripada trećoj porodici čestica prema standardnom modelu. Ima naboj od -1/3 e. Kao i svi kvarkovi spada u grupu fermiona sa spinom od -1/2. Raspada se putem slabog međudelovanja. Antičestica dubinskog kvarka je dubinski antikvark. Dubinski kvark su postulirali Makoto Kobajaši i Tošihide Masukava 1973. godine kako bi objasnili CP narušavanje, a prvi put ga je primetio tim pod vodstvom Leona M. Ledermana 1977. godine u Fermilabu .
Svi kvarkovi se opisuju na sličan način elektroslabom i kvantnom hromodinamikom, mada dubinski kvark ima izuzetno niske stope prelaza u kvarkove manje mase. Dubinski kvark je takođe karakterističan po tome što je produkat u skoro svim raspadima vršnog kvarka, i čest je produkat raspada Higsovog bozona.

## Ime i istorija
Dubinski kvark su prvi put teoretski opisali 1973. fizičari Makoto Kobajaši i Tošihide Maskava da bi objasnili CP narušavanje. Naziv „dno” uveo je 1975. godine Hejm Harari.
Dubinski kvark je 1977. godine otkrio eksperimentalni tim E288 experimenta u Fermilabu, koji je predvodio Leon M. Lederman, kada su sudari proizveli butomonijum. Kobajaši i Maskava su dobili Nobelovu nagradu za fiziku 2008. godine za svoje objašnjenje CP narušavanja.
Po njegovom otkriću, bilo je inicijativa da se dubinski kvark imenuje nazivom „lepota”, ali „dno” je postalo preovlađujuća u upotrebi, po analogiji „vršni” i „dubinski” relativno na „gornji” i „donji” kvark.

## Prepoznatljivi karakter
„Gola” masa dubinskog kvarka je oko 4,18 GeV/c2 – nešto više od četiri mase protona, i mnogo redova veličine više od običnih „lakih” kvarkova.
Iako on gotovo isključivo prelazi iz ili u vršni kvark, dubinski kvark se može raspadati u bilo gornji kvark ili čarobni kvark putem slabe interakcije. Elementi CKM matrice  i  određuju brzine, gde su oba ova raspada potisnuta, čineći životni vek dubinskih čestica (~10−12 ) nešto višim od onih sa čarobnim česticama (~10−13 ), ali nižim od onih od stranim česticama (od ~10−10 do ~10−8 ).
Kombinacija velike mase i niske stope prelaza daje eksperimentalnim kolizionim nusproduktima koji sadrže dobinski kvark karakterističan potpis, koji ih čini relativno lakim za identifikaciju pomoću tehnike zvane „B-označavanje”. Iz tog razloga, mezoni koji sadrže dubinski kvark su izuzetno dugotrajni zbog njihove mase, i najlakše su čestice upotrebu u istraživanju CP narušavanja. Takvi eksperimenti se izvode u ,  i  eksperimentima.

## Hadroni koji sadrže dubinske kvarkove
Neki od hadrona koji sadrže dubinske kvarkove su:
- B mezoni sadrže dubinski kvark (ili njegovu antičesticu) i jedan gornji ili donji kvark.
- B i B mezoni sadrže dubinski kvark zajedno sa čarobnim kvarkom ili stranim kvarkom, respektivno.
- Postoje mnoga botomonijumska stanja, na primer ϒ mezon i χb(3P), prva čestica otkrivena u LHC. Oni se sastoje od dubinskog kvarka i njegove antičestice.
- Dubinski barioni su uočeni, i oni su nazvani po analogiji sa stranim barionima (e.g. Λ0b).

## Literatura
- L. Lederman (1978). „The Upsilon Particle”. Scientific American. 239 (4): 72—81. Bibcode:1978SciAm.239d..72L. doi:10.1038/scientificamerican1078-72.
- R. Nave. „Quarks”. HyperPhysics. Georgia State University, Department of Physics and Astronomy. Приступљено 29. 6. 2008.
- A. Pickering (1984). Constructing Quarks. University of Chicago Press. стр. 114—125. ISBN 978-0-226-66799-7.
- J. Yoh (1997). „The Discovery of the b Quark at Fermilab in 1977: The Experiment Coordinator's Story” (PDF). Proceedings of Twenty Beautiful Years of Bottom Physics. AIP Conference Proceedings. 424: 29—42. Bibcode:1998AIPC..424...29Y. doi:10.1063/1.55114. Приступљено 24. 7. 2009.
- M.S. Sozzi (2008a). „Parity”. Discrete Symmetries and CP Violation: From Experiment to Theory. Oxford University Press. стр. 15–87.  978-0-19-929666-8.
- M.S. Sozzi (2008b). „Charge Conjugation”. Discrete Symmetries and CP Violation: From Experiment to Theory. Oxford University Press. стр. 88–120.  978-0-19-929666-8.
- M.S. Sozzi (2008c). „CP-Symmetry”. Discrete Symmetries and CP Violation: From Experiment to Theory. Oxford University Press. стр. 231–275.  978-0-19-929666-8.
- C. Amsler;  . (2008). Particle Data Group. „Review of Particle Physics”. Physics Letters B. 667 (1): 1—1340. Bibcode:2008PhLB..667....1P. doi:10.1016/j.physletb.2008.07.018.
- S.S.M. Wong (1998). „Nucleon Structure”. Introductory Nuclear Physics (2nd изд.). New York (NY): John Wiley & Sons. стр. 21–56.  978-0-471-23973-4.
- W.E. Burcham, M. Jobes (1995). Nuclear and Particle Physics (2nd изд.). Longman Publishing.  978-0-582-45088-2.
- R. Shankar (1994). Principles of Quantum Mechanics (2nd изд.). New York (NY): Plenum Press.  978-0-306-44790-7.
- J. Steinberger (1989). „Experiments with high-energy neutrino beams”. Reviews of Modern Physics. 61 (3): 533—545. Bibcode:1989RvMP...61..533S. doi:10.1103/RevModPhys.61.533.
- K. Gottfried, V.F. Weisskopf (1986). „Hadronic Spectroscopy: G-parity”. Concepts of Particle Physics. 2. Oxford University Press. стр. 303—311.  978-0-19-503393-9.
- J.W. Cronin (1980). „CP Symmetry Violation—The Search for its origin” (PDF). The Nobel Foundation.
- V.L. Fitch (1980). „The Discovery of Charge—Conjugation Parity Asymmetry” (PDF). The Nobel Foundation. Архивирано из оригинала (PDF) 09. 08. 2017. г. Приступљено 08. 08. 2019.
- S.W. Herb; Hom, D.; Lederman, L.; Sens, J.; Snyder, H.; Yoh, J.; Appel, J.; Brown, B.; Brown, C.; Innes, W.; Ueno, K.; Yamanouchi, T.; Ito, A.; Jöstlein, H.; Kaplan, D.; Kephart, R.;  . (1977). „Observation of a Dimuon Resonance at 9.5 Gev in 400-GeV Proton-Nucleus Collisions”. Physical Review Letters. 39 (5): 252—255. Bibcode:1977PhRvL..39..252H. doi:10.1103/PhysRevLett.39.252.
- J.J. Aubert; Becker, U.; Biggs, P.; Burger, J.; Chen, M.; Everhart, G.; Goldhagen, P.; Leong, J.; McCorriston, T.; Rhoades, T.; Rohde, M.; Ting, Samuel; Wu, Sau; Lee, Y.;  . (1974). „Experimental Observation of a Heavy Particle J”. Physical Review Letters. 33 (23): 1404—1406. Bibcode:1974PhRvL..33.1404A. doi:10.1103/PhysRevLett.33.1404.
- J.E. Augustin; Boyarski, A.; Breidenbach, M.; Bulos, F.; Dakin, J.; Feldman, G.; Fischer, G.; Fryberger, D.;  . (1974). „Discovery of a Narrow Resonance in e+e− Annihilation”. Physical Review Letters. 33 (23): 1406—1408. Bibcode:1974PhRvL..33.1406A. doi:10.1103/PhysRevLett.33.1406.
- M. Gell-Mann (1964). „A Schematic of Baryons and Mesons”. Physics Letters. 8 (3): 214—215. Bibcode:1964PhL.....8..214G. doi:10.1016/S0031-9163(64)92001-3.
- Ahmad, Ishfaq (1965). „the Interactions of 200 MeV π± -Mesons with Complex Nuclei Proposal to Study the Interactions of 200 MeV π± -Mesons with Complex Nuclei” (PDF). CERN documents. 3 (5).
- G. Gamow (1988) [1961]. The Great Physicists from Galileo to Einstein (Reprint изд.). Dover Publications. стр. 315. ISBN 978-0-486-25767-9.
- E. Wigner (1937). „On the Consequences of the Symmetry of the Nuclear Hamiltonian on the Spectroscopy of Nuclei”. Physical Review. 51 (2): 106—119. Bibcode:1937PhRv...51..106W. doi:10.1103/PhysRev.51.106.
- H. Yukawa (1935). „On the Interaction of Elementary Particles” (PDF). Proc. Phys. Math. Soc. Jap. 17 (48).
- W. Heisenberg (1932). „Über den Bau der Atomkerne I”. Zeitschrift für Physik (на језику: немачком). 77: 1—11. Bibcode:1932ZPhy...77....1H. doi:10.1007/BF01342433.
- W. Heisenberg (1932). „Über den Bau der Atomkerne II”. Zeitschrift für Physik (на језику: немачком). 78 (3–4): 156—164. Bibcode:1932ZPhy...78..156H. doi:10.1007/BF01337585.
- W. Heisenberg (1932). „Über den Bau der Atomkerne III”. Zeitschrift für Physik (на језику: немачком). 80 (9–10): 587—596. Bibcode:1933ZPhy...80..587H. doi:10.1007/BF01335696.